# 目には目を
目には目を（めにはめを、聖書ヘブライ語: עַיִן תַּחַת עַיִן、聖書ヘブライ語ラテン翻字: ʿayīn taḥaṯ ʿayīn）あるいは目には目を歯には歯を（めにはめをはにははを）とは、報復律の一種であり、人が誰かを傷つけた場合にはその罰は同程度のものでなければならない、もしくは相当の代価を受け取ることでこれに代えることもできるという意味である。ラテン語で lex talionis (レクス・タリオニス) と表わされる同害復讐法で、ラテン語「 talio 」（タリオ）は「同じ」を意味する「 talis 」を語源とし、法で認可された報復を意味する。その場合、報復の仕方やその程度は、受けた被害と同じくらいでなければならない。

## 定義と方法
lex talionisという語は、必ずしも文字通り「目には目を」という裁判規約を表すだけではなく、特定の犯罪に対し、その苦しみにふさわしい処罰を明記した法制度に、より幅広く応用することができる。この言葉の意図は、過度な報復を防ぐことにあると提唱する者もいる。lex talionisを最も一般的に表現するのが「目には目を」という言葉だが、他の解釈も行われてきた。lex talionis の原則に沿った法規約には、重罪に対しては同程度に報復するという共通点がある。有名な『ハンムラビ法典』では、正確な相互関係が非常に明確に規定されている。例えば、人が誰かを死に至らしめたなら、その殺人者も処刑されるといった具合である。
正常な状況であれば、例えばすべての関係者が報復行動に加わったとしても、「目には目を」の原則により数学的な縛りを受ける。
「目には目を」の原則は最もシンプルな例である。この場合、報復は正確に被害と同等でなければならない。反対に古代ローマの『十二表法』は、特定の犯罪に対して特定の刑罰を規定しただけであった。アングロ・サクソン人の法規約では、直接的に報復の代わりに贖罪金を支払うことが認められていた。特別な人物の生命には、その社会的地位に応じて一定の価値があると考え、たとえ殺人であったとしても意図に関係はなく、適切な額の贖罪金を支払えば補償が可能であった。英国法コモン・ローのもと、原告は損失と等価の贖罪金を受けることができた。
現代の慣習法でも同様に、非経済的な損失を金銭的に賠償する方法として考えられている。

## 問題点
「目には目を歯には歯を」の条項には、「医者が手術中、または術後に相手を死なせた場合、その医者の手を切り落とすこと」とあり、この法原則に従った場合、医者などは治療に失敗した時に裁かれる危険性があり、事実として、アレクサンドロス3世はヘファイスティオンが病死した際、治療に当たった医者を、この原則にのっとって磔の刑にしている（クリストファー・ロイド 訳・野中香方子 『137億年の物語 宇宙が始まってから今日までの全歴史』 文芸春秋 第18刷2014年 p.158.p.235.）。